# Seni Pramoj
Seni Pramoj  (Thai: : หม่อมราชวงศ์เสนีย์ ปราโมช) (26 mei 1905 – 28 juli 1997) was een Thais jurist, politicus en premier van Thailand. 

## Leven en werk
Seni Pramoj werd geboren in 1905 binnen de uitgebreide koninklijke familie van Thailand; hij was een achterkleinzoon van de tweede Thaise koning. Hij kreeg een opleiding in Engeland aan Trent College en aan de Universiteit van Oxford (Worcester College) waar hij afstudeerde als jurist. In zijn thuisland werd hij rechter. In 1940 werd hij gezant in Washington en daar toonde hij zich een tegenstander van de Japanse inmenging in Thailand. Hij werd leider van de Vrije Thai (Seri Thai). Hij werd de eerste naoorlogse premier van zijn land in 1945 tot aan de eerste verkiezingen. Daarna was hij nog enkele weken minister van Buitenlandse Zaken alvorens zijn juridische carrière te hernemen. 
Seni vervoegde de Democratische Partij van Thailand, die zowel gekant was tegen de militaire overheersing van de politiek als tegen de communisten. Bij de verkiezingen in 1969 haalde zijn partij een grote overwinning in Bangkok maar haalde landelijk maar een kwart van de zetels. Bij de verkiezingen in 1975 werd zijn partij wel de grootste en werd hij premier. Maar al na twee weken moest hij aftreden ten voordele van zijn broer en politiek tegenstander Kukrit Pramoj. Bij de nieuwe verkiezingen in 1976 werd de Democratische Partij terug de grootste en werd Seni een derde maal premier en leidde hij twee kortlevende regeringen. Ook deze regeerperiode was bewogen en na enkele maanden volgde er een militaire machtsovername. Dit betekende het einde van zijn politieke carrière.
Seni Pramoj genoot groot respect in zijn land voor zijn verzet tegen de Japanners tijdens de Tweede Wereldoorlog en voor zijn ijveren voor democratie tijdens het militair bestuur van de jaren 1950 en 1960. Maar als bestuurder toonde hij zich weinig daadkrachtig.